# 長尾史郎
長尾 史郎（ながお しろう、1941年4月15日 - ）は日本の経済学者、翻訳家。明治大学名誉教授。

## 略歴
新潟県北蒲原郡笹神村（現・阿賀野市）出身。一橋大学経済学部卒、1976年同大学院修士課程修了。指導教官高須賀義博。1970-1971年カナダ・カールトン大学に学ぶ。大東文化大学助教授、明治大学経営学部助教授、教授、2012年定年退任、名誉教授。

## 著書
- 『阿房理詰』（多賀出版） 1981
- 『経済学の単語と文法』（多賀出版） 1981
- 『経済を囲むシステム 「前期」論文集』（杉山書店） 1984
- 『経済分析のABC ミクロ経済学編』（杉山書店） 1985
- 『経済分析のABC ミクロ経済学編』（ハーベスト社） 1988

## 翻訳
- 『現代ソビエト経済学』（M・ケイザー、岩田昌征共訳、平凡社、世界大学選書） 1973
- 『プログラム学習による経済数学入門』（E・W・マーチン・ジュニア、公文俊平共訳、学習研究社） 1973
- 『カナダ経済入門』（I・M・ドラモンド、公文俊平共訳、日本経済新聞社） 1977
- 『地球社会はどこへ行く』（ケネス・E・ボールディング、講談社学術文庫） 1980
- 『マイケル・ポラニーの世界』（リチャード・ゲルウィック、多賀出版） 1982
- 『個人的知識 脱批判哲学をめざして』（マイケル・ポラニー、ハーベスト社） 1986
- 『世界を変えた12人の経済学者』（パウル=ハインツ・ケステルス、ティビーエス・ブリタニカ） 1986
- 『生と死の演出 先端医療の衝撃』（B・D・コウレン、長尾玲子共訳、文真堂） 1987
- 『自由の論理』（マイケル・ポラニー、ハーベスト社） 1988
- 『レトリカル・エコノミクス 経済学のポストモダン』（ドナルド・N・マクロスキー、ハーベスト社） 1992
- 『帝国の時代 1875-1914 2』（E・J・ホブズボーム、野口建彦, 野口照子共訳、みすず書房） 1998
- 『アメリカ合衆国における宗教の諸相』（イザベラ・バード、高畑美代子共訳、中央公論事業出版） 2013
- 『チベット人の中で』（イザベラ・バード、高畑美代子共訳、中央公論事業出版） 2013
- 『イザベラ・バード / カナダ・アメリカ紀行』（イザベラ・バード、高畑美代子共訳、中央公論事業出版） 2014

## 参考
- 『現代日本人名録』 2002